# Turchessa
Turchessa hoặc Turchesca là giống cừu bản địa hiếm của Ý. Nó bắt nguồn từ chân đồi Vesuvius, ở Campania ở miền nam nước Ý. Giống cừu này cũng có thể được gọi là Pecora di Poggiomarino', theo cộng đồng Poggiomarino trong khu vực đó. Tình trạng bảo tồn của nó không rõ ràng.

## Lịch sử
Nguồn gốc của giống cừu Turchessa không rõ ràng. Nó dường như có nguồn gốc ở chân đồi Vesuvius, ở Campania ở miền nam Italy, trong khu vực Sarno thuộc tỉnh Salerno và Avella ở tỉnh Avellino, nhưng hiện nay phân bố chủ yếu ở các tỉnh Avellino và Benevento.:294 Giống như cừu Laticauda, phân bố trong cùng một khu vực, và giống Barbaresca của Sicily, nó xuất phát từ sự lai tạo của các giống địa phương với cừu đực Barbary (hoặc Barbarin) có nguồn gốc Maghrebi. Những thứ này có thể đã được đưa đến khu vực bởi nhà vua Bourbon Charles VII ở Naples.:234
Từng được gợi ý rằng Turchessa là một từ đồng nghĩa của Laticauda,:775, tuy nhiên, Turchessa là một giống cừu đuôi lớn hơn.:294
Giống cừu Turchessa là một trong bốn mươi bốn giống cừu địa phương có phân bố hạn chế được chính thức công nhận bởi Bộ trưởng Bộ Nông nghiệp Italia, Bộ Nông nghiệp Ý. Một cuốn sách lưu giữ phả hệ của giống này được giữ bởi Associazione Nazionale della Pastorizia, hiệp hội chăn nuôi cừu quốc gia Ý.:295
Năm 2007, tổng số cá thể của giống này được báo cáo là 4, trong cùng năm FAO phân loại tình trạng bảo tồn của nó là "quan trọng".:69Nghiên cứu thêm về số lượng và phân phối giống là cần thiết. Một số nhỏ cá thể giống cừu này được lưu giữ bởi Consorzio / la Sperimentazione, Divulgazione e Applicazione di Biotecniche Sáng tạo của Benevento.:295